# Чупелница (Прахова)
Чупелница (рум. Ciupelnița) насеље је у Румунији у округу Прахова у општини Думбрава. Oпштина се налази на надморској висини од 89 m.

## Становништво
Према подацима из 2002. године у насељу је живело 718 становника, од којих су сви румунске националности.